# U-174 (tàu ngầm Đức)
U-174 là một tàu ngầm tấn công  Lớp Type IX thuộc phân lớp Type IXC được Hải quân Đức Quốc Xã chế tạo trong Chiến tranh Thế giới thứ hai. Nhập biên chế năm 1941, nó đã thực hiện được ba chuyến tuần tra, đánh chìm được năm tàu buôn với tổng tải trọng 30.813 GRT. Trong chuyến tuần tra cuối cùng, U-174 bị một máy bay ném bom Lockheed Ventura của Hải quân Hoa Kỳ đánh chìm trong Đại Tây Dương về phía Tây Nam đảo Newfoundland vào ngày 27 tháng 4, 1943.

## Thiết kế và chế tạo

### Thiết kế
Thiết kế của tàu ngầm Type IXC có kích thước hơi nhỉnh hơn so với phân lớp Type IXB dẫn trước. Chúng có trọng lượng choán nước 1.120 t (1.100 tấn Anh) khi nổi và 1.232 t (1.213 tấn Anh) khi lặn. Con tàu có chiều dài chung 76,76 m (251 ft 10 in), lớp vỏ trong chịu áp lực dài 58,75 m (192 ft 9 in), mạn tàu rộng 6,76 m (22 ft 2 in), chiều cao 9,60 m (31 ft 6 in) và mớn nước 4,70 m (15 ft 5 in).
Chúng trang bị hai động cơ diesel MAN M 9 V 40/46 siêu tăng áp 9-xy lanh 4 thì, tổng công suất 4.400 PS (3.200 kW; 4.300 bhp), dẫn động hai trục chân vịt đường kính 1,92 m (6,3 ft), cho phép đạt tốc độ tối đa 18,3 kn (33,9 km/h), và tầm hoạt động tối đa 13.450 nmi (24.910 km) khi đi tốc độ đường trường 10 kn (19 km/h). Khi đi ngầm dưới nước, chúng sử dụng hai động cơ/máy phát điện Siemens-Schuckert 2 GU 345/34 tổng công suất 1.000 PS (740 kW; 990 shp). Tốc độ tối đa khi lặn là 7,3 kn (13,5 km/h), và tầm hoạt động 63 nmi (117 km) ở tốc độ 4 kn (7,4 km/h). Con tàu có khả năng lặn sâu đến 230 m (750 ft).
Vũ khí trang bị có sáu ống phóng ngư lôi 53,3 cm (21 in), bao gồm bốn ống trước mũi và hai ống phía đuôi, và mang theo tổng cộng 22 quả ngư lôi 53,3 cm (21 in). Tàu ngầm Type IX trang bị một hải pháo 10,5 cm (4,1 in) SK C/32 với 110 quả đạn, một pháo phòng không 3,7 cm (1,5 in) SK C/30 và hai pháo phòng không 2 cm (0,79 in) C/30. Thủy thủ đoàn bao gồm 4 sĩ quan và 44 thủy thủ.

### Chế tạo
U-174 được đặt hàng vào ngày 23 tháng 12, 1939, và được đặt lườn tại xưởng tàu AG Weser của hãng DeSchiMAG ở Bremen vào ngày 2 tháng 1, 1941. Nó được hạ thủy vào ngày 21 tháng 8, 1941, và nhập biên chế cùng Hải quân Đức Quốc Xã vào ngày 26 tháng 11, 1941 dưới quyền chỉ huy của Hạm trưởng, Trung tá Hải quân Ulrich Thilo.

## Lịch sử hoạt động
Sau khi hoàn tất việc chạy thử máy và huấn luyện trong thành phần Chi hạm đội U-boat 4, U-174 được điều sang Chi hạm đội U-boat 10 từ ngày 1 tháng 8, 1942 để hoạt động trên tuyến đầu cho đến khi bị mất.

#### Chuyến tuần tra thứ nhất
U-174 xuất phát từ cảng Kiel, Đức vào ngày 30 tháng 7, 1942 cho chuyến tuần tra đầu tiên trong chiến tranh. Nó tiến ra Bắc Hải, rồi băng qua khe GI-UK giữa Iceland và quần đảo Faroe để vòng qua quần đảo Anh để hoạt động tại khu vực giữa Bắc Đại Tây Dương. Vào ngày 25 tháng 8, 1942, nó bị tàu corvette HNoMS Potentilla của Hải quân Hoàng gia Na Uy thuộc thành phần hộ tống cho Đoàn tàu ONS-122 phát hiện qua radar. U-174 bị Potentilla tấn công bất ngờ bằng hải pháo và mìn sâu, nhưng nó kịp thời lặn xuống ẩn nấp và chạy thoát. Tuy nhiên những hư hại mà nó chịu đựng sau đợt tấn công buộc chiếc U-boat phải kết thúc chuyến tuần tra, và quay trở về cảng Lorient bên bờ Đại Tây Dương của Pháp đã bị Đức chiếm đóng, đến nơi vào ngày 6 tháng 9.

#### Chuyến tuần tra thứ hai
U-174 rời cảng Lorient vào ngày 7 tháng 10 cho chuyến tuần tra thứ hai; chiếc tàu ngầm hướng xuống phía Nam để hoạt động ngoải khơi bờ biển Đông Bắc của Brazil. Vào ngày 31 tháng 10, nó phóng ngư lôi tấn công và đánh chìm chiếc tàu buôn Anh Marlyn 4.555 GRT ở vị trí khoảng 450 nmi (830 km) về phía Tây Bắc đá São Paulo. Sang ngày hôm sau 1 tháng 11, U-174 lại tấn công và đánh chìm chiếc tàu buôn Anh Elmdale 4.872 GRT, vốn bị tách rời khỏi đoàn tàu TRIN-20, ở vị trí khoảng 400 nmi (740 km) về phía Tây đá São Paulo.
Đến ngày 2 tháng 11, chiếc tàu biển chở hành khách Hà Lan Zaandam 10.909 GRT bị chiếc U-boat đánh chìm ở vị trí khoảng 300 nmi (560 km) về phía Bắc mũi São Roque, Brazil. Một tháng sau đó, 2 tháng 12, đến lượt chiếc tàu buôn Na Uy Besholt 4.977 GRT bị đánh chìm tại tọa độ 03°20′B 30°30′T / 3,333°B 30,5°T. Và cuối cùng vào ngày 15 tháng 12, tàu buôn Hoa Kỳ Alcoa Rambler 5.500 GRT bị U-174 đánh chìm tại tọa độ 03°51′B 33°08′T / 3,85°B 33,133°T. Ngay trong ngày hôm đó, chiếc tàu ngầm đã hai lần bị các thủy phi cơ PBY Catalina thuộc Liên đội VP-83 đặt căn cứ tại Natal, Brazil ném bom tấn công, nhưng không chịu hư hại nào. Do đã cạn nhiên liệu, U-174 kết thúc chuyến tuần tra và về đến Loreint vào ngày 9 tháng 1, 1943.

#### Chuyến tuần tra thứ ba – Bị mất
U-174 khởi hành từ cảng Lorient vào ngày 18 tháng 3, 1943 cho chuyến tuần tra thứ ba, cũng là chuyến cuối cùng, và đã băng qua suốt Đại Tây Dương để hoạt động tại vùng biển về phía Đông Nam của Canada. Tại đây vào ngày 27 tháng 4, nó bị một máy bay ném bom Lockheed Ventura thuộc Liên đội VB-125 Hải quân Hoa Kỳ thả mìn sâu đánh chìm trong Đại Tây Dương về phía Tây Nam đảo Newfoundland, Canada, tại tọa độ 43°35′B 56°18′T / 43,583°B 56,3°T. Toàn bộ 53 thành viên thủy thủ đoàn của U-174 đều đã tử trận.

### "Bầy sói" tham gia
U-174 từng tham gia một bầy sói:
- Lohs (11 – 26 tháng 8, 1942)

### Tóm tắt chiến công
U-174 đã đánh chìm được năm tàu buôn tổng tải trọng 30.813 GRT:
| Ngày              | Tên tàu       | Quốc tịch      | Tải trọng | Số phận      |
| ----------------- | ------------- | -------------- | --------- | ------------ |
| 31 tháng 10, 1942 | Marlyn        | United Kingdom | 4.555     | Bị đánh chìm |
| 1 tháng 11, 1942  | Elmdale       | United Kingdom | 4.872     | Bị đánh chìm |
| 2 tháng 11, 1942  | Zaandam       | Netherlands    | 10.909    | Bị đánh chìm |
| 2 tháng 11, 1942  | Besholt       | Norway         | 4.977     | Bị đánh chìm |
| 15 tháng 12, 1942 | Alcoa Rambler | United States  | 5.500     | Bị đánh chìm |